# Poesiföreningen Dekadans
Poesiföreningen Dekadans bildades år 2001 av Jerker Sagfors och Anders Lönnqvist och hade sin utgångspunkt i Trollhättan. Dekadans syfte var att vara en mötesplats för litteraturintresserade i synnerhet och kulturintresserade i allmänhet. Dekadans hade omkring tio arrangemang varje år där Trollhättans poesifestival var föreningens största arrangemang. Föreningen är numera nedlagd, men arrangemanget Trollhättans poesifestival drivs vidare i ny regi.